# 玉津丸事件
玉津丸事件，是指1944年8月19日，運輸登陸艦玉津丸在前往呂宋島途經巴士海峽時，被美國潛艦棘白鯧號（Spadefish，編號SS-411）擊沉的事件，事件共造成包含第26师团在內，共有4755人死亡，其中大部份為日軍自日屬朝鮮 (今韓國) 徵兵而來的補充兵。

## 概要
日本陸軍於1934年（昭和9年）成功建造世界第一艘自始設計為登陸艇母艦的船隻神州丸後，則開始計劃大規模生產相同類型的運輸登陸艦，最終一共有五種型號，計劃建造10艘，實際建成8艘；而玉津丸則在大阪商船名下開工，並由三菱重工三井玉造船廠建造，於1942年11月4日開工，1943年8月18日下水。排水量9,950噸，船身長140公尺，屬甲型萬噸級客貨船，同時也是摩耶山丸的姊妹艦。
1944年，玉津丸則由陸軍徵用，裝設速射砲、高射炮與機槍等武裝，然而由於玉津丸是在太平洋戰爭後期完成的，所以他從事的是向南洋前線提供部隊運輸，而並非作為大規模登陸行動的登陸艦使用。
1944年7月，玉津丸被選定作為比71船队的運輸船，日軍將這些運輸船編為四列縱隊，護航艦掩護船團的兩側。從門司港出發後,先到伊萬里灣集結整隊，再以高速向南航行，企圖儘快通過美軍潛艇的封鎖線，一路途經臺灣、菲律賓和印尼，抵達目的地馬尼拉和新加坡。

## 事件經過
1944年8月17日，比71船團在澎湖馬公停靠後，船團再次進行了整編。其中第26團獨立步兵第13聯隊則登上了玉津丸，此時則由航母大鷹、驅逐艦藤波以及數艘海防艦進行護衛，然而不久後，船團在便在呂宋島西北外海碰上暴風雨，使得水面航行極為困難，令船團陣型大亂。
17日夜間，待風暴減緩後，美軍潛艇紅魚號上浮，並很快就發現了在夜暗中向南航行的比71船團，最終紅魚號向其他潛艇發出電報，並開始進行攻擊行動，玉津丸在該場攻擊中與其他船隻失散，並全速南下行駛。
19日凌晨時分，棘白鯧號發現了玉津丸，先是發射4枚魚雷攻擊，然而魚雷並未打中船體，隨後棘白鯧號則擔心招致玉津丸的攻擊而下令下潛，只到解除警戒後後才命令重新上浮，凌晨4時30分，棘白鯧號向玉津丸發射了6枚魚雷，其中2枚魚雷擊中了玉津丸的右舷中部，導致船艙的鍋爐艙被引爆，大量蒸汽噴出，最終由於船體大量進水的關係，僅僅3分鐘就已經傾斜達30度，4分鐘後就在海面上消失。
因天氣惡劣，救援不力等因素，最終全船的倖存者最終僅65人，船上4820人當中，包括獨立步兵13聯隊長安尾正綱大佐以下陸軍4406人、船舶炮兵208人、船員138人全部死亡。

## 事件後
此事件成了日本在太平洋戰爭中因船難造成人員損失第三多的海難，僅次於同年2月在印尼丹戎不碌港被美軍潛艦擊沉，共造成死亡人數超過5700人的丹後丸和隆西丸，和同年9月18日在蘇門答臘外海被英國潛艇貿易風號（Tradewind）擊沉，造成5620人死亡的強制勞動者運輸船順陽丸。
比71船團在此次作戰中，損失多項驅逐艦和海防艦，當8月25日雲鷹、9月17日神鷹相繼損失後，10月運輸船隊的損失達到了頂峰，此後幾無可用之船。
玉津丸事件不久後，大量的遇難遺體和殘骸物件漂流自台灣恆春半島和蘭嶼附近，多數遺體在日本警察指揮下，全部搬到出水口東側、現稱「小峇里」的在後壁湖出水口處澆焚燒，由貓鼻頭居民協助火化。
通信兵中嶋秀次是此事件的生還者，於海上漂流多日才被貓鼻頭居民救起。1981年中嶋捐出幾千萬元日幣，在當年被救上岸的附近興建潮音寺，祭祀超過五千名在巴士海峽戰死的日本官兵，也成為其遺族寄託。

### 同時代於台灣附近海域的沈沒事件
- 高千穗丸
- 大和丸事件
- 富士丸事件
- 護國丸事件

## 註解
1. ↑  蔡宗憲. . 《自由時報》. 2020-10-07  [2020-10-11] （中文（臺灣））.
2. ↑  . バシー海峡の海の底会.   [2016-07-19]. （原始内容存档于2016-08-13） （日语）.

## 外部連結
- 潮音寺管理委員会
- 巴士海峽戰歿者慰靈祭實行委員會 （页面存档备份，存于）